# Behangtafel

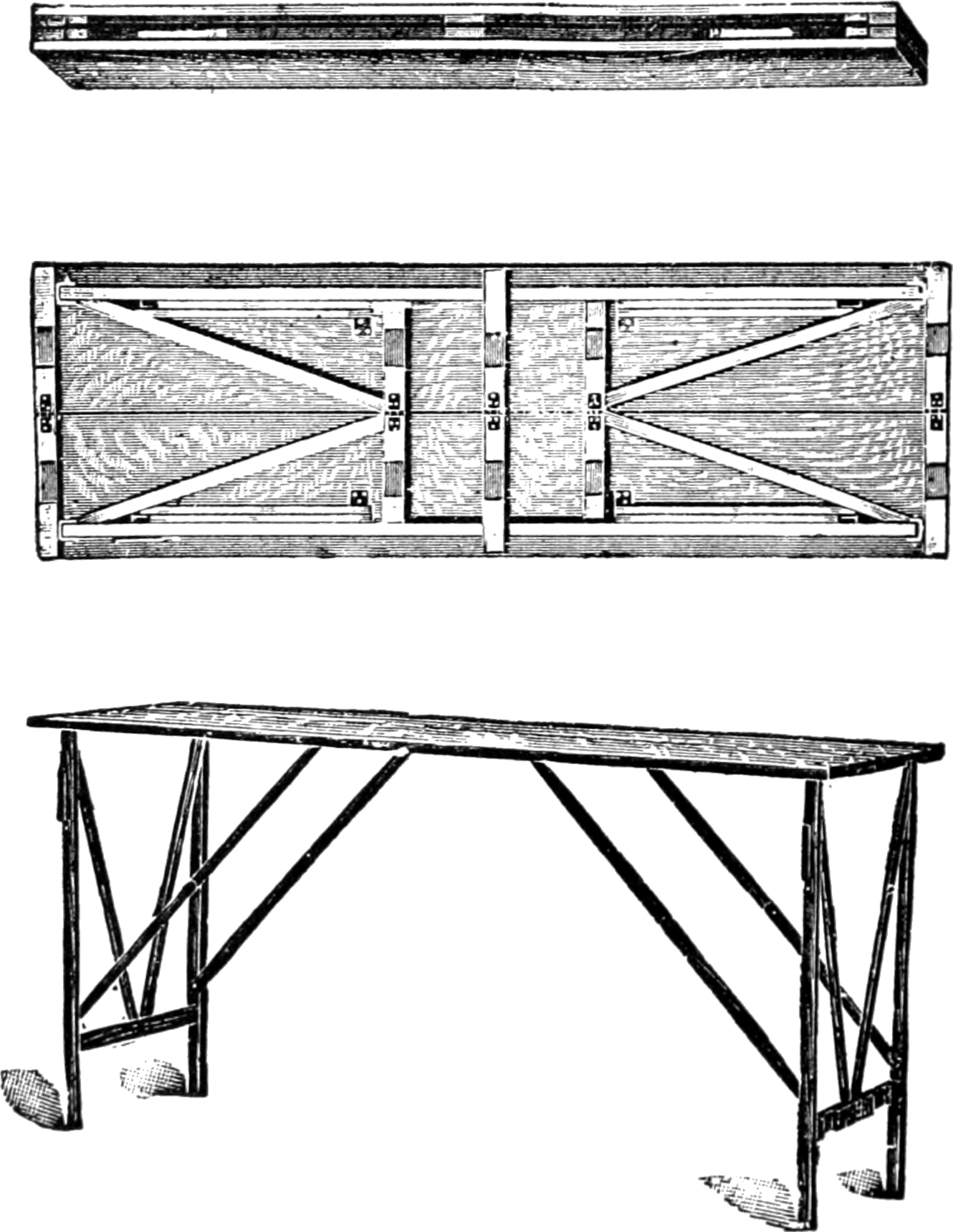
Behangtafel

Een behangtafel of plaktafel is een werktafel die wordt gebruikt tijdens het behangen. De behanger of huisschilder gebruikt de tafel om behangbanen op lengte te snijden en in te smeren met behangplaksel.
Er is een houten versie, die meer de doe-het-zelfversie is. Deze is in tweeën klapbaar, en heeft pootjes die haaks onder de tafel gehouden worden door metalen haakjes. Deze behangtafel is meestal 2 meter lang, 60 centimeter breed en 90 centimeter hoog (wat vaak net te laag is voor een goede werkhouding). Het werkblad is meestal van hardboard.
De professionele versie heeft aluminium poten, en heeft een kunststof werkblad. Deze behangtafel scharniert in drie delen, waardoor de poten als een 'W' onder de tafel klemmen, en een stevig geheel vormen. De tafel is op werkhoogte (ongeveer 1 meter), en is 3 meter lang en 65 centimeter breed. Het kunststof werkblad is gemakkelijk te reinigen.